# فلادان ميلويفيتش
فلادان ميلويفيتش (بالسيريلية الصربية: Владан Милојевић؛ من مواليد 9 مارس 1970) هو مدرب كرة قدم صربي محترف ولاعب سابق.

## مهنة إدارية
في يونيو 2017، أصبح ميلويفيتش مدرب النجم الأحمر بلغراد. فاز بالدوري في موسمه الأول وقاده إلى مرحلة خروج المغلوب في الدوري الأوروبي.[بحاجة لمصدر]
في موسم 2018-19، أصبح ميلوجيفيتش أول مدرب يقود النجم الأحمر بلغراد إلى دور المجموعات في دوري أبطال أوروبا، بعد أن نجا من ثلاث جولات تأهيلية ليهزم إف سي ريد بول سالزبورغ في نهاية المطاف في الدور الفاصل 2-2 في مجموع المباراتين. تسبب النجم الأحر بلغراد في واحدة من أكبر الاضطرابات في دوري أبطال أوروبا بفوزه على الفائز في وقت لاحق من الموسم ليفربول على أرضه بنتيجة 2-0.
في موسم 2019-20، تمكن ميلويفيتش مرة أخرى من الوصول إلى مرحلة المجموعات في دوري أبطال أوروبا بعد هزيمة بعض الخصوم الأقوياء في أمثال كوبنهافن ويونغ بويز. في 19 ديسمبر 2019، أعلن ميلويفيتش استقالته من منصب مدرب النجم الأحمر بلغراد على الرغم من أن الفريق يتقدم 11 نقطة في الدوري الصربي.
في 28 فبراير 2020، وقع ميلويفيتش لمدة عام ونصف مع نادي الدوري السعودي للمحترفين، الأهلي.
في 3 يونيو 2021، وقع عقدًا لمدة عامين مع نادي أيك أثينا في الدوري اليوناني الممتاز.
في 17 أكتوبر 2021، وقع عقد لمدة عامين مع نادي الدوري السعودي للمحترفين، الاتفاق.

## حياة شخصية
ميلويفيتش هو والد اللاعب اليوناني الدولي للشباب نيمانيا ميلويفيتش. وهو أيضًا الشقيق الأصغر لزميله المدرب ولاعب كرة القدم السابق غوران ميلويفيتش وعم لاعب كرة القدم ستيفان ميلويفيتش.

## إحصاءات التدريب
آخر تحديث 20 فبراير 2022.
| فريق                | من          | إلى         | سجل | سجل | سجل | سجل | سجل | سجل  | سجل  | سجل    |
| فريق                | من          | إلى         | ل   | ف   | ت   | خ   | له  | عليه | فرق  | فوز %  |
| ------------------- | ----------- | ----------- | --- | --- | --- | --- | --- | ---- | ---- | ------ |
| جافور إيفانجيكا ‏    | يونيو 2011  | سبتمبر 2011 | 7   | 3   | 0   | 4   | 6   | 10   | −4   | 042٫86 |
| تشوكاريتشكي         | فبراير 2012 | أكتوبر 2015 | 124 | 64  | 32  | 28  | 166 | 104  | +62  | 051٫61 |
| أومونيا             | نوفمبر 2015 | مايو 2016   | 33  | 20  | 5   | 8   | 59  | 27   | +32  | 060٫61 |
| بانيونيوس           | أغسطس 2016  | يونيو 2017  | 39  | 17  | 9   | 13  | 41  | 32   | +9   | 043٫59 |
| النجم الأحمر بلغراد | يونيو 2017  | ديسمبر 2019 | 149 | 106 | 26  | 17  | 317 | 115  | +202 | 071٫14 |
| الأهلي              | فبراير 2020 | مارس 2021   | 41  | 17  | 6   | 18  | 57  | 65   | −8   | 041٫46 |
| أيك أثينا           | مايو 2021   | أكتوبر 2021 | 7   | 4   | 1   | 2   | 12  | 8    | +4   | 057٫14 |
| الاتفاق             | أكتوبر 2021 | مارس 2022   | 14  | 3   | 4   | 7   | 13  | 19   | −6   | 021٫43 |
| مجموع               | مجموع       | مجموع       | 413 | 233 | 83  | 97  | 668 | 379  | +289 | 056٫42 |

## جوائز

### لاعب
النجم الأحمر بلغراد
- كأس إف أر يوغوسلافيا: 1995–96

### مدرب
تشوكاريتشكي
- كأس صربيا: 2014-15

النجم الأحمر بلغراد
- الدوري الصربي لكرة القدم: 2017-18، 2018-19، 2019-20

### فرد
- مدرب الموسم في الدوري الصربي للموسم: 2017-18،[7] 2018–19
- مدرب العام الصربي: 2017، 2018

## روابط خارجية
- فلادان ميلويفيتش في موقع كرة القدم العالمية.نت